# Pseudojohannite
La pseudojohannite è un minerale.